# Vauriella goodfellowi
El papamoscas de Mindanao (Vauriella goodfellowi) es una especie de ave paseriforme de la familia Muscicapidae.

## Distribución geográfica
Es endémica de la isla de Mindanao en las Filipinas.

## Estado de conservación
Está amenazada por la pérdida de su hábitat natural.